# 杜納格爾河
46°55′49″N 9°00′17″E / 46.93023°N 9.00467°E

杜納格爾河是瑞士的河流，位於該國東部，流經格拉魯斯州，屬於林特河的支流，處於格拉魯斯山地區，河道全長7.9公里，流域面積18.8平方公里，河口處在林塔爾。